# ثقافة البرتغال

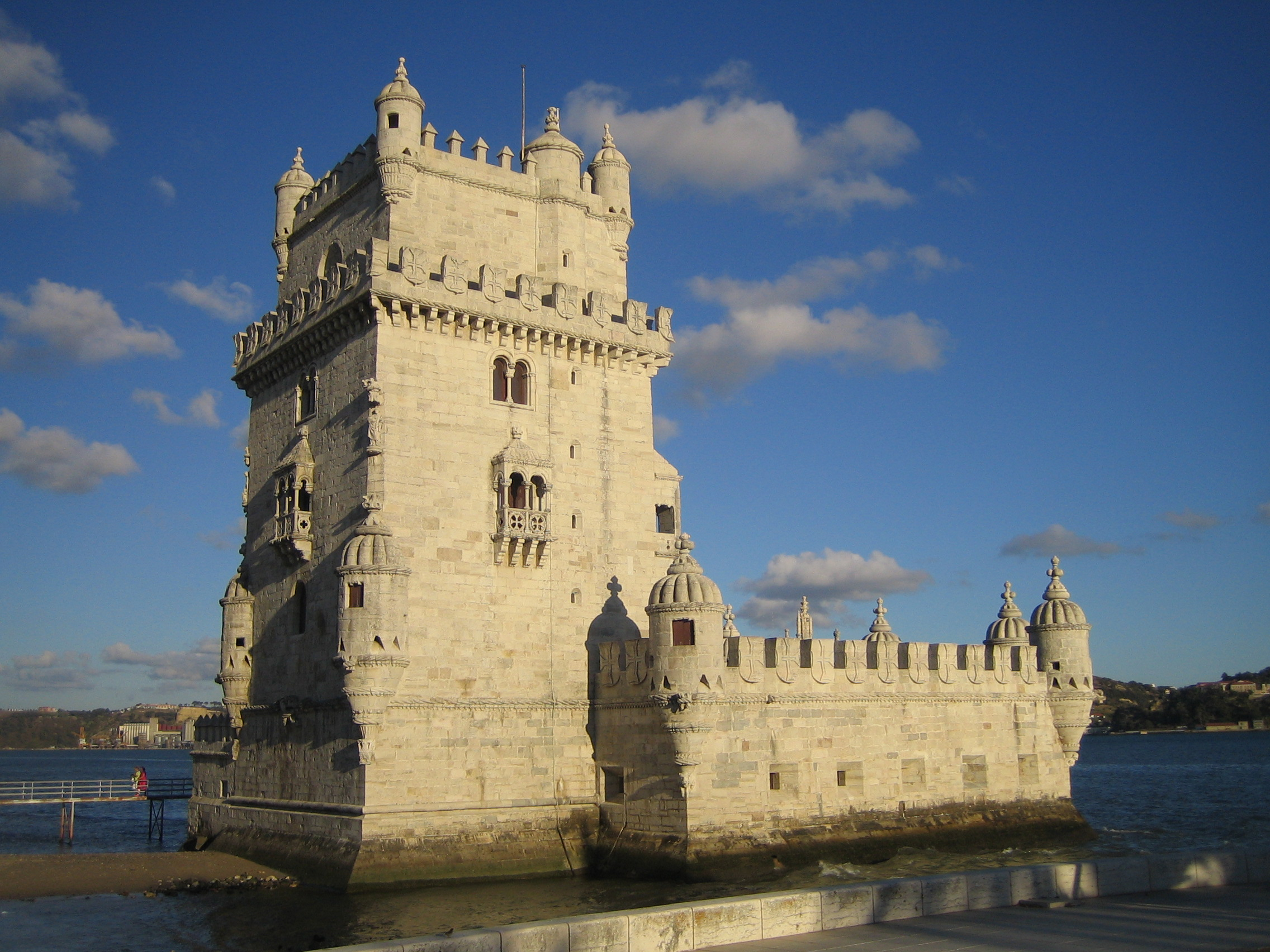
برج بيليم في لشبونة. البرج على قائمة اليونسكو للتراث العالمي وهو نمطي للعمارة البرتغالية المانويلية

طورت البرتغال ثقافتها الخاصة رغم تأثرها بمختلف الحضارات التي عبرت البحر الأبيض المتوسط والقارة الأوروبية أو خلال عصر الاستكشاف.
منذ تسعينات القرن الماضي رفعت البرتغال من عدد المرافق الثقافية العامة، بالإضافة إلى مؤسسة كالوست غولبنكيان التي أنشئت في عام 1956 في لشبونة. من بين هذه المرافق مركز بيليم الثقافي في لشبونة، ومؤسسة سيرالفيس وكاسا دا موزيكا وكلاهما في بورتو، فضلاً عن مرافق ثقافية عامة جديدة مثل المكتبات البلدية وقاعات الحفلات الموسيقية التي تم بناؤها أو تجديدها في العديد من البلديات في جميع أنحاء البلاد.

## العمارة
العمارة البرتغالية التقليدية متميزة وتشمل الطراز المانويلي والمعروف أيضاً باسم البرتغالي القوطي المتأخر، ونمط مركب فخم برتغالي من الزخرفة المعمارية في العقود الأولى من القرن السادس عشر حيث يشمل دمج العناصر البحرية وتمثيل عصر الاستكشاف البرتغالي. قدمت البرتغال الحديثة العديد من المهندسين المعماريين المشاهير مثل ادواردو سوتو دي مورا وألفارو سيزا فييرا وغونزالو بيرن. أما على الصعيد الوطني فيشتهر توماس تافييرا.
أدى اكتشاف البرتغاليين لأراضٍ جديدة وتواصلهم مع حضاراتٍ أخرى إلى خلق مزيج ثقافي انعكس على فنون وآداب عصر النهضة البرتغالية. أدى اتصال البرتغال مع حضارات القارة الأفريقية والمشرق إلى استيراد العديد من المنتجات كالسيراميك والمنسوجات والأثاث المنزلي والأخشاب الثمينة والعاج والحرير، الأمر الذي أدى بدوره إلى ظهور أشكال فنية جديدة في البلاد أسفرت عن عمليات تبادل للثقافات بين القارتين الأوروبية والأفريقية عن طريق البرتغال. كان لعمليات تبادل المواد مع الأراضي المكتشفة حديثًا دور هام في تمويل النهضة البرتغالية، وذلك من خلال خلق طبقة فاحشة الثراء من النبلاء والتجار البرتغاليين.
أدّى تواصل البرتغال -من خلال الإمبراطورية البرتغالية الشاسعة- مع شعوب العالم المختلفة وإقامة العلاقات التجارية وتبادل الثقافة وبناء وتطوير علاقات اجتماعية جديدة مع عالم جديد بالكامل من اليابان إلى البرازيل ومن جزر الأزور إلى غوا الهندية، بالبلاد إلى الوصول لعصر النهضة.
سمحت القدرة الفريدة للبرتغاليين على التعامل مع الشعوب الأخرى واستعمارها بتمويل نهضة مزدهرة خاصة بهم من الفنون والعلوم الطبيعية وعلوم الإنسان والدين، ليس فقط في المنطقة التي تُعرف اليوم باسم البرتغال، وإنما على امتداد الإمبراطورية البرتغالية، ويرجع ذلك إلى الروابط الخاصة التي تجمع الإمبراطورية البرتغالية بالبرتغال.أدى اكتشاف البرتغاليين لأراضٍ جديدة وتواصلهم مع حضاراتٍ أخرى إلى خلق مزيج ثقافي انعكس على فنون وآداب عصر النهضة البرتغالية. أدى اتصال البرتغال مع حضارات القارة الأفريقية والمشرق إلى استيراد العديد من المنتجات كالسيراميك والمنسوجات والأثاث المنزلي والأخشاب الثمينة والعاج والحرير، الأمر الذي أدى بدوره إلى ظهور أشكال فنية جديدة في البلاد أسفرت عن عمليات تبادل للثقافات بين القارتين الأوروبية والأفريقية عن طريق البرتغال. كان لعمليات تبادل المواد مع الأراضي المكتشفة حديثًا دور هام في تمويل النهضة البرتغالية، وذلك من خلال خلق طبقة فاحشة الثراء من النبلاء والتجار البرتغاليين.
أدّى تواصل البرتغال -من خلال الإمبراطورية البرتغالية الشاسعة- مع شعوب العالم المختلفة وإقامة العلاقات التجارية وتبادل الثقافة وبناء وتطوير علاقات اجتماعية جديدة مع عالم جديد بالكامل من اليابان إلى البرازيل ومن جزر الأزور إلى غوا الهندية، بالبلاد إلى الوصول لعصر النهضة.
سمحت القدرة الفريدة للبرتغاليين على التعامل مع الشعوب الأخرى واستعمارها بتمويل نهضة مزدهرة خاصة بهم من الفنون والعلوم الطبيعية وعلوم الإنسان والدين، ليس فقط في المنطقة التي تُعرف اليوم باسم البرتغال، وإنما على امتداد الإمبراطورية البرتغالية، ويرجع ذلك إلى الروابط الخاصة التي تجمع الإمبراطورية البرتغالية بالبرتغال.

## الفنون
كانت الفنون في عصر النهضة البرتغالية مسألة نزاع تاريخي، فبالرغم من ازدهار الفنون في تلك الفترة، لم يتبع البرتغاليون المعايير الجمالية الكلاسيكية التي بنى عليها الإيطاليون عصر النهضة، ولهذا السبب، كانت فنون النهضة البرتغالية فريدة من نوعها ومختلفة عن فنون النهضات الأوروبية الأخرى. كانت فنون النهضة البرتغالية مزيجًا من نمط عمارة العصر القوطي المتأخر مع ابتكارات القرن الخامس عشر مع النمط الوطني البرتغالي. بدأ الاندماج مع النموذج الإيطالي لفنون النهضة حوالي عام 1540 وذلك عندما بدأ فنانو عصر النهضة البرتغالية بالابتعاد عن معاييرهم الوطنية وتعديل أسلوبهم في الفن المعماري ليتكيف مع النموذج الإيطالي والإسباني الكلاسيكي، مع استمرارهم في الحفاظ على الطبيعة البرتغالية في أعمالهم.

### الفن المعماري
لم يكن فن عمارة النهضة البرتغالية استثناءً، فلم يتبع -مثله مثل العديد من أنواع الفنون الأخرى- في معظم فترات عصر النهضة (وخصوصًا في بداياتها)، مساراتِ فن العمارة التي أنتهجتها النهضات الأوروبية الأخرى والتي ركزت بشكل كبير على حنكة وبساطة اليونانيين والرومان القدماء. كانت الهندسة المعمارية في الجزء الأكبر من عصر النهضة البرتغالية استمرارًا للأسلوب القوطي وتطويرًا له.
مولت أرباح تجارة التوابل في عهد كل من جواو الثاني ومانويل الأول وجواو الثالث المظاهر الباذخة والمهيمنة على فن العمارة في عصر النهضة البرتغالية (الطراز الذي يطلق عليه اسم «الطراز المانويلي»). كان الطراز المانويلي معقّدًا ومتشابكًا إلى حدّ بعيد، حمل آثارًا قوطية وانعاكساتٍ كلاسيكية بسيطة. تفردت البرتغال بهذا الطراز المعماري عن غيرها من البلدان.[5]
يعتبر دير يسوع المسيح في سيتوبال أول المباني المصممة على الطراز المانويلي، إذ وضع تصاميمه المهندس المعماري ديوغو دي بويتاكا، الذي يعتبر أحد مؤسسي الطراز المانويلي وخبرائه. يوحي صحن كنيسة الدير -المدعّم بأعمدة حلزونية- بمحاولة توحيد الكنيسة والموازنة بين مذاهبها، يعدّ تصميم كنيسة دير جيرونيموس -الذي وضعه المهندس المعماري جواو دي كاستيلهو، والتي تم بناؤه في عام 1520- ذروة الطراز المانويلي. يعدّ برج بيليم الذي صممه المهندس المعماري فرانسيسكو دي أرودا، بالإضافة إلى نافذة أحد الأبنية الملحقة بدير راهبات المسيح في مدينة تومار البرتغالية بعضًا من أشهر الأمثلة على عمارة النهضة البرتغالية بشكلٍ عام، وعلى الطراز المانويلي في العمارة بشكل خاص.

## الفنون
كانت الفنون في عصر النهضة البرتغالية مسألة نزاع تاريخي، فبالرغم من ازدهار الفنون في تلك الفترة، لم يتبع البرتغاليون المعايير الجمالية الكلاسيكية التي بنى عليها الإيطاليون عصر النهضة، ولهذا السبب، كانت فنون النهضة البرتغالية فريدة من نوعها ومختلفة عن فنون النهضات الأوروبية الأخرى. كانت فنون النهضة البرتغالية مزيجًا من نمط عمارة العصر القوطي المتأخر مع ابتكارات القرن الخامس عشر مع النمط الوطني البرتغالي. بدأ الاندماج مع النموذج الإيطالي لفنون النهضة حوالي عام 1540 وذلك عندما بدأ فنانو عصر النهضة البرتغالية بالابتعاد عن معاييرهم الوطنية وتعديل أسلوبهم في الفن المعماري ليتكيف مع النموذج الإيطالي والإسباني الكلاسيكي، مع استمرارهم في الحفاظ على الطبيعة البرتغالية في أعمالهم.

### الفن المعماري
لم يكن فن عمارة النهضة البرتغالية استثناءً، فلم يتبع -مثله مثل العديد من أنواع الفنون الأخرى- في معظم فترات عصر النهضة (وخصوصًا في بداياتها)، مساراتِ فن العمارة التي أنتهجتها النهضات الأوروبية الأخرى والتي ركزت بشكل كبير على حنكة وبساطة اليونانيين والرومان القدماء. كانت الهندسة المعمارية في الجزء الأكبر من عصر النهضة البرتغالية استمرارًا للأسلوب القوطي وتطويرًا له.
مولت أرباح تجارة التوابل في عهد كل من جواو الثاني ومانويل الأول وجواو الثالث المظاهر الباذخة والمهيمنة على فن العمارة في عصر النهضة البرتغالية (الطراز الذي يطلق عليه اسم «الطراز المانويلي»). كان الطراز المانويلي معقّدًا ومتشابكًا إلى حدّ بعيد، حمل آثارًا قوطية وانعاكساتٍ كلاسيكية بسيطة. تفردت البرتغال بهذا الطراز المعماري عن غيرها من البلدان.
يعتبر دير يسوع المسيح في سيتوبال أول المباني المصممة على الطراز المانويلي، إذ وضع تصاميمه المهندس المعماري ديوغو دي بويتاكا، الذي يعتبر أحد مؤسسي الطراز المانويلي وخبرائه. يوحي صحن كنيسة الدير -المدعّم بأعمدة حلزونية- بمحاولة توحيد الكنيسة والموازنة بين مذاهبها، يعدّ تصميم كنيسة دير جيرونيموس -الذي وضعه المهندس المعماري جواو دي كاستيلهو، والتي تم بناؤه في عام 1520- ذروة الطراز المانويلي. يعدّ برج بيليم الذي صممه المهندس المعماري فرانسيسكو دي أرودا، بالإضافة إلى نافذة أحد الأبنية الملحقة بدير راهبات المسيح في مدينة تومار البرتغالية بعضًا من أشهر الأمثلة على عمارة النهضة البرتغالية بشكلٍ عام، وعلى الطراز المانويلي في العمارة بشكل خاص.

## السينما
تمتلك السينما البرتغالية تقاليد عريقة وتعود في بداياتها إلى الوسط المتوفر في أواخر القرن التاسع عشر. من المخرجين البرتغاليين آرثر دوارتي وأنطونيو لوبيز ريبيرو وبيدرو كوستا ومانويل دي أوليفيرا وأنطونيو بيدرو فاسكونسيلوس وجواو بوتيليو وليونيل فييرا، وهم من بين من اكتسبوا شهرة بارزة. من بين الممثلين السينمائيين البرتغاليين جواكيم دي ألميدا ودانييلا روا وماريا دي ميديروس وديوغو إنفانتي وسورايا شافيز وفاسكو سانتانا وريبيرينيو وأنطونيو سيلفا وآخرون.

## الدين

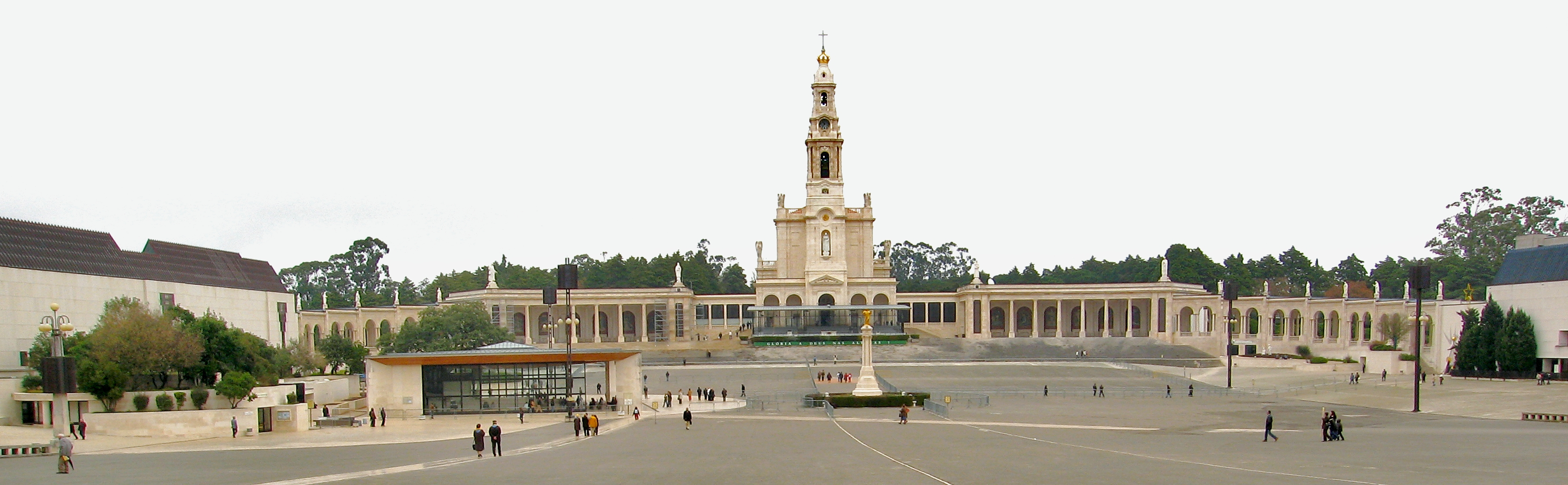
مزار فاتيما.

تم فصل الكنيسة عن الدولة رسمياً خلال الجمهورية البرتغالية الأولى (1910-1926) وتم التأكيد على هذا الفصل في الدستور البرتغالي لعام 1976. البرتغال هي دولة علمانية. عدا عن الدستور توجد وثيقتان أخرى تان حول الحرية الدينية هما قانون الحرية الدينية لعام 2001 وكونكورداتا لسنة 1940 (بصيغتها المعدلة في عام 1971) بين البرتغال والكرسي الرسولي.
وفقاً لكتاب حقائق العالم لوكالة المخابرات المركزية فإن 84.5 ٪ من السكان كاثوليك و2.2 ٪ يتبعون عقائد مسيحية أخرى.
تعود أغلب العطل والمهرجانات والتقاليد البرتغالية إلى أصل أو دلالة مسيحية. على الرغم من أن العلاقات بين الدولة البرتغالية والكنيسة الرومانية الكاثوليكية ودية ومستقرة عموماً منذ السنوات الأولى للأمة البرتغالية إلا أن قوة هذه العلاقات شهدت تقلبات عبر التاريخ. في القرنين الثالث عشر والرابع عشر، تمتعت الكنيسة بكل من الغنى والقوة النابعين من دورها في استعادة الهوية القومية البرتغالية وارتباطها الوثيق بنظام التعليم في البرتغالي، بما في ذلك أولى الجامعات. أدى نمو الإمبراطورية البرتغالية وراء البحار إلى جعل المبشرين وكلاء هامين في استعمار البلاد الجديدة من خلال التبشير والتعليم في جميع القارات المأهولة.
يوجد في البلاد أقلية بروتستانتية ومورمونية ومسلمة وهندوسية وسيخية والأرثوذكسية ومن شهود يهوه والبهائيين والبوذيين والجماعات اليهودية.

## الأدب

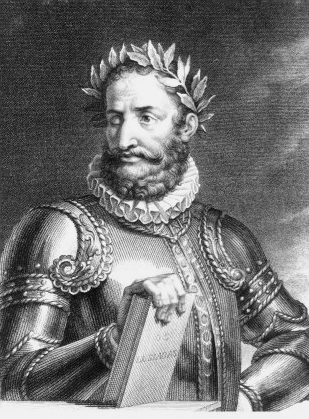
لويس دي كامويس، شاعر برتغالي من القرن السادس عشر.

الأدب البرتغالي هو أحد أوائل الآداب الغربية وتطور من خلال النص والأغنية. حتى 1350، نشر الشعراء المتجولون البرتغاليون الجاليكيون تأثيرهم الأدبي على معظم شبه الجزيرة الإيبيرية. جيل فيسنتي (1465 - 1536) كان واحداً من مؤسسي التقاليد الدرامية في كل من الإسبانية والبرتغالية.
كتب المغامر والشاعر لويس دي كامويس (حوالي 1524-1580) القصيدة الملحمية «أوس لوسياداس»، حيث كانت تحت التأثير الرئيسي للإنياذة لفرجيل. يتجذر الشعر البرتغالية الحديث في الأنماط الكلاسيكية الجديدة والمعاصرة حيث يشهد على ذلك فرناندو بيسوا (1888-1935). يمثل الأدب الحديث البرتغالي مؤلفون مثل ألميدا غاريت وكاميلو كاستيلو برانكو وإيسا دي كيروز وصوفيا دي ميلو برينر اندرسون وأنطونيو لوبو أنتونيس وميغيل تورغا. يتميز جوزيه ساراماجو ويتمتع بشعبية خاصة حيث حاز على جائزة نوبل للأدب عام 1998.

## المطبخ
يتنوع المطبخ البرتغالي حيث يستهلك البرتغاليون الكثير من سمك القد المجفف (باكالياو) وتوجد المئات من الوصفات التي تحتويه، حيث تزيد أعداد أطباق سمك القد عن أيام السنة. هناك طبقا أسماك آخران ذوا شعبية: السردين المشوي وكالديرادا وهو حساء أساسه البطاطس يصنع من عدة أنواع مختلفة من الأسماك أو اللحوم أو حتى الخضروات. من وصفات اللحوم النموذجية البرتغالية والتي يمكن أن تضم لحم البقر أو الخنزير أو الضأن أو الدجاج كوزيدو آ بورتوغيزا وفيجوادا وفرانجو دي شوراسكو وليتاو (خنزير مشوي) وكارني دي بوركو آ ألينتيخانا.
تشمل الوجبات السريعة النموذجية سندويشات فرنسيسنيا من بورتو وبيفانا (لحم الخنزير المشوي) أو بريغو (لحم البقر المشوي) وهي معروفة جيداً في جميع أنحاء البلاد. تعود أصول المعجنات البرتغالية إلى الأديرة الكاثوليكية في العصور الوسطى حيث انتشرت على نطاق واسع في جميع أنحاء البلاد. تمكنت هذه الأديرة وذلك باستخدام عدد قليل جداً من المكونات (معظمها من اللوز والدقيق والبيض وبعض المشروبات الكحولية) من خلق طائفة واسعة من المعجنات المختلفة، منها باستييس دي بيليم (أو باستييس دي ناتا) وفي الأصل من لشبونة، وأوفوس موليس من أفيرو. المطبخ البرتغالي متنوع جداً حيث تتمتع كل منطقة بأطباق تقليدية خاصة. يمتاز البرتغاليون بثقافة الطعام الجيد في جميع أنحاء البلاد وهناك عدد لا يحصى من المطاعم الجيدة وتاسكا النموذجية.
يمتاز النبيذ البرتغالي بالاعتراف الدولي منذ زمن الإمبراطورية الرومانية التي ربطت البرتغال بالإله باخوس. يعرف البلد اليوم بعشاق النبيذ كما فاز نبيذ البلاد بجوائز دولية عديدة. بعض أشهر أنواع النبيذ البرتغالي: فينيو فيردي وفينيو ألفارينيو وفينيو دو دورو وفينيو ألينتيخو وفينيو دو داو وفينيو دا بايرادا ومن النبيذ حلوة المذاق: نبيذ بورتو ونبيذ ماديرا وموسكاتيل من سيتوبال وفافايوس. نبيذ بورتو معروف جيداً في جميع أنحاء العالم كما أن نبيذ منطقة دويرو هو الأقدم في العالم.

## الموسيقى

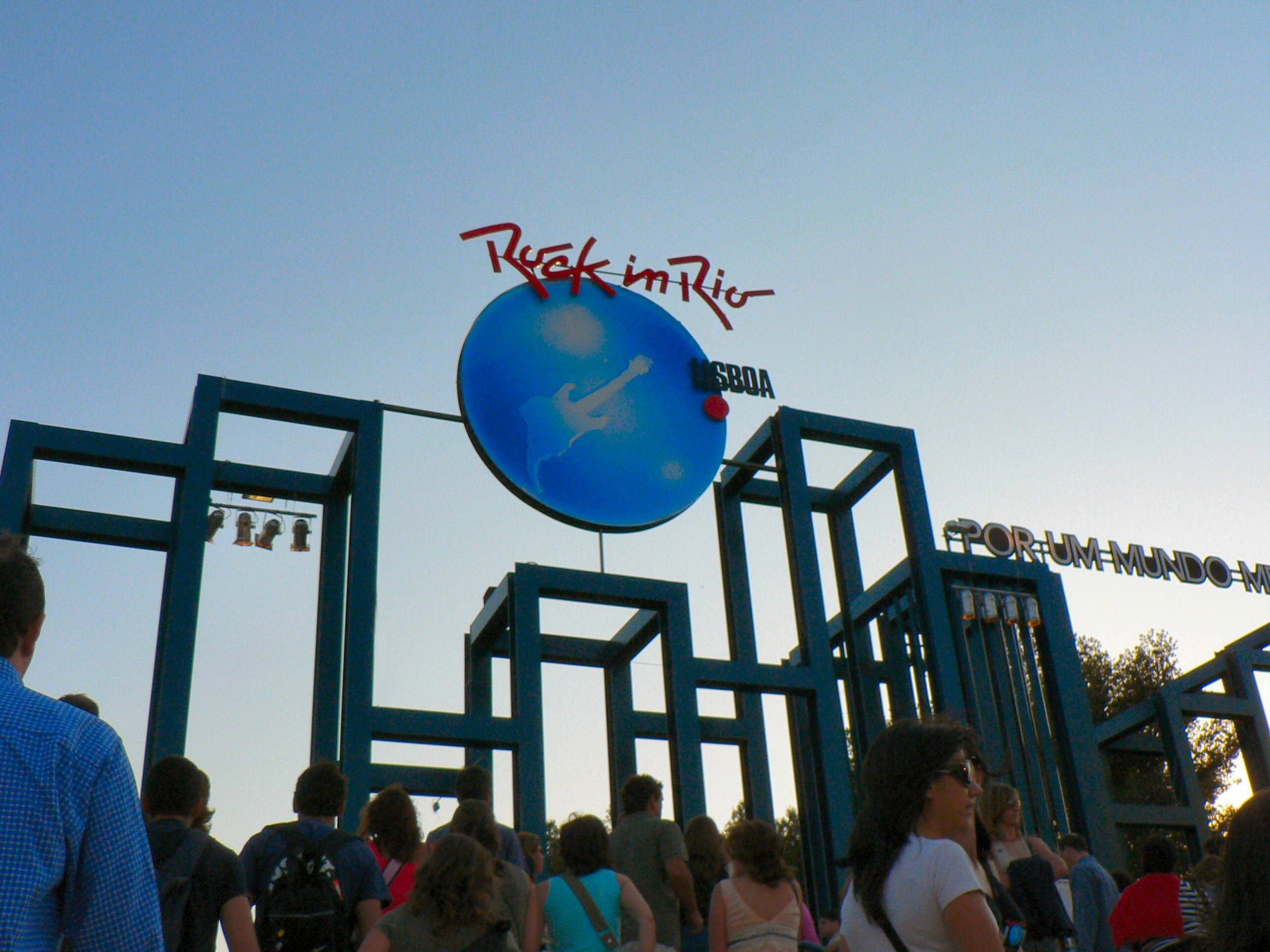
مدخل مهرجان روك إن ريو في لشبونة

تتميز الموسيقى البرتغالية بمجموعة واسعة من الأنواع. أكثرها شهرة هو فادو وهي موسيقى حزن حضرية عادة ما ترتبط بالإيتار البرتغالية وساودادي أو الحنين. كويمبرا فادو هو نوع فريد من الفادو. من الفنانين ذوي الشهرة العالمية أماليا رودريغز وكارلوس باريديس وخوسيه افونسو وماريزا وكارلوس دو كارمو وأنطونيو شانيو وميسيا ومادريديوس. من أبرز الفرق الموسيقية البرتغالية خارج البلاد وخاصة في ألمانيا هي فرقة مون سبيل المتخصصة بالغوث ميتال.
بالإضافة إلى الفادو توجد الموسيقى الشعبية أو الفولك. كما يستمع البرتغاليون للبوب وغيرها من الموسيقى الحديثة وبالأخص القادمة من أمريكا الشمالية والمملكة المتحدة فضلاً عن مجموعة واسعة من الفنانين البرتغاليين والبرازيليين. من الفرق ذات الشهرة الدولية بوراكا سوم سيستيما وبلاستيد ميكانيزم وذا غيفت وكلاهما رشح لجائزة إم تي في أوروبا الموسيقية.

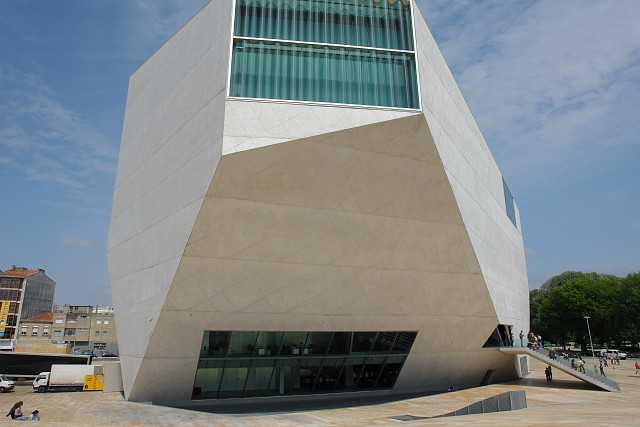
كاسا دا موسيكا في بورتو

يجري في البرتغال العديد من المهرجانات الموسيقية في الصيف مثل مهرجان سودو إيستي في زامبوجييرا دو مار ومهرجان دي باريديس دي كورا ومهرجان فيلار دي موروس قرب كامينيا وأوبتيموس ألايف! وروك إن ريو لسبوا وسوبر بوك سوبر روك ومهرجان أفانتي! في منطقة لشبونة. أما خارج موسم الصيف فتمتلك البرتغال عدداً كبيراً من المهرجانات ومصممة لجمهور المدن مثل فلوفيست أو هيب هوب بورتو. علاوة على ذلك بوم فيستيفال هو أحد أكبر مهرجانات غوا ترانس الدولية ويجري في وسط البرتغال مرة كل سنتين. مهرجانات الطلاب في كييما داس فيتاس هي أيضاً أحداث موسيقية رئيسية في عدد من المدن في مختلف أنحاء البرتغال. في عام 2005 استضافت البرتغال حفل توزيع جوائز إم تي في أوروبا في بافيلياو أتلانتيكو في لشبونة.
تعتبر رقصة فاندانغو إحدى أشهر الرقصات الإقليمية.
في مجال الموسيقى الكلاسيكية يمثل البرتغال أسماء مثل عازف البيانو ارتور بيزارو وماريا جواو بيريس وسيكويرا كوستا وفي الماضي عازف التشيلو الكبير سوغيا غيليرمينا. ومن أبرز الملحنين خوسيه فيانا دا موتا وكارلوس سيخاس وجواو دومينغوس بومتيمبو وجواو دي سوسا كارفاليو ولويس دي فريتاس برانكو وتلميذه جولي براغا سانتوس وفرناندو لوبيز غراسا وايمانويل نونيس وسيرجيو ازيفيدو.

## الفن التشكيلي
تاريخ البرتغال غني باللوحات الفنية. أول الرسامين المشهورين يعود بتاريخه إلى القرن الخامس عشر من أمثال نونو غونسالفيس وكانوا جزءاً من الفترة القوطية. خوسيه ماليوا والمعروف بعمله «فادو» وكولومبانو بوردالو بينييرو (الذي رسم لوحات لتيوفيلو براغا وانتيرو دي كينتال) كانوا من المراجع في فن الرسم الطبيعي.
شهد القرن العشرون وصول الحداثة ومعها جاء أبرز الرسامين البرتغاليون من أمثال اماديو دي سوزا كاردوسو الذي تأثر بشدة بالرسامين الفرنسيين ولا سيما من جانب ديلوناي. من بين أعماله المعروفة كونساو بوبيولار آ روسا أي أو فيغارو. رسام آخر كبير من مدرسة الحداثة الرسام الكاتب ألمادا نغرييروس وهو صديق للشاعر فرناندو بيسوا والذي رسم لوحة شخصية لبيسوا. تأثر بشدة بالاتجاهين التكعيبي والمستقبلي. من الشخصيات الدولية البارزة في مجال الفنون البصرية في الوقت الحاضر الرسامين فييرا دا سيلفا وخوليو بومار وباولا ريغو.

## العلوم والتقنية

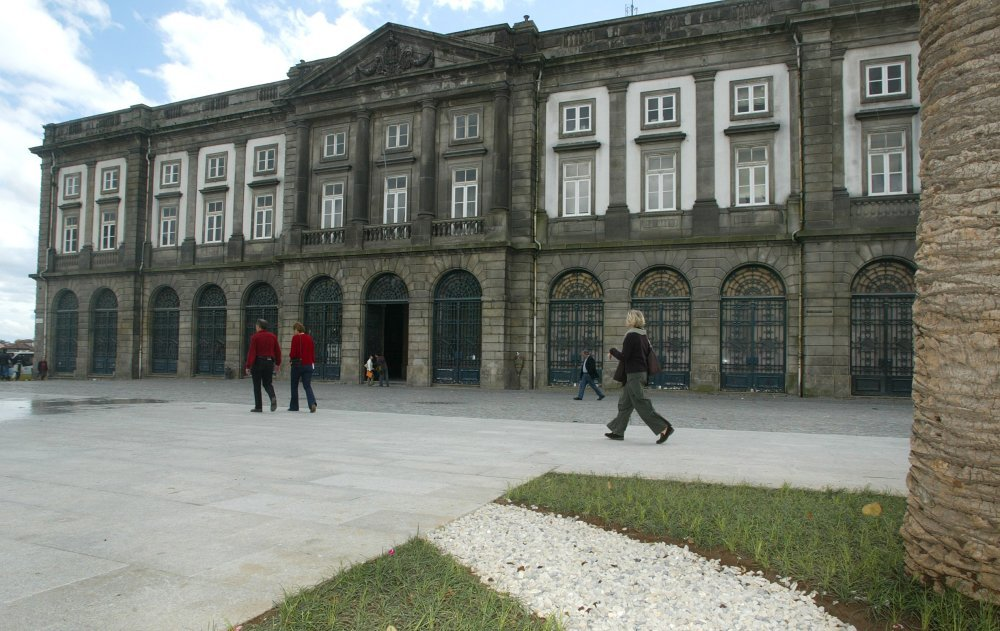
المقر الرئيسي لجامعة بورتو أكبر الجامعات البرتغالية

تجري الأنشطة العلمية والبحوث التقنية في البرتغال بشكل رئيسي في إطار شبكة من وحدات البحث والتطوير التابعة لجامعات حكومية ومعاهد بحوث مستقلة تديرها الدولة مثل المعهد الوطني للهندسة والتقنية والابتكار والمعهد الوطني للمصادر الحيوية. يجري تمويل وإدارة نظام البحوث من طرف وزارة العلوم والتكنولوجيا والتعليم العالي ومؤسسة العلوم والتقنية التابعة لها. أكبر وحدات البحث والتطوير في الجامعات الحكومية من حيث إجمالي حجم المنح البحثية واستعراض الأقران للمنشورات تشمل معاهد بحوث العلوم الحيوية مثل معهد الطب الجزيئي ومركز العلوم العصبية والحيوية الخلوية ومعهد علم المناعة والتشريح المرضي الجزيئي في جامعة بورتو ومعهد البيولوجيا الخلوية والجزيئية.
من بين الجامعات الخاصة، تبرز مراكز البحوث التالية: مخبر التعبير العاطفي الوجهي. أما من مراكز البحوث المدعومة من الدولة والمعروفة عالمياً في الحقول الأخرى مخبر تقنية النانو الإيبيري الدولي وهو جهد بحثي مشترك بين كل من البرتغال وإسبانيا. من بين أكبر المؤسسات البحثية غير المملوكة للدولة في البرتغال معهد غولبنكيان للعلوم ومؤسسة شامباليمو التي تمنح إحدى أكبر الجوائز النقدية العلمية العالمية. هناك عدد من الشركات الصناعية وشركات التقنية العالية متعددة الجنسيات وهي أيضا مسؤولة عن مشاريع البحث والتطوير. واحدة من أقدم المجتمعات المستفادة في البرتغال هي أكاديمية العلوم في لشبونة التي تأسست في عام 1779.

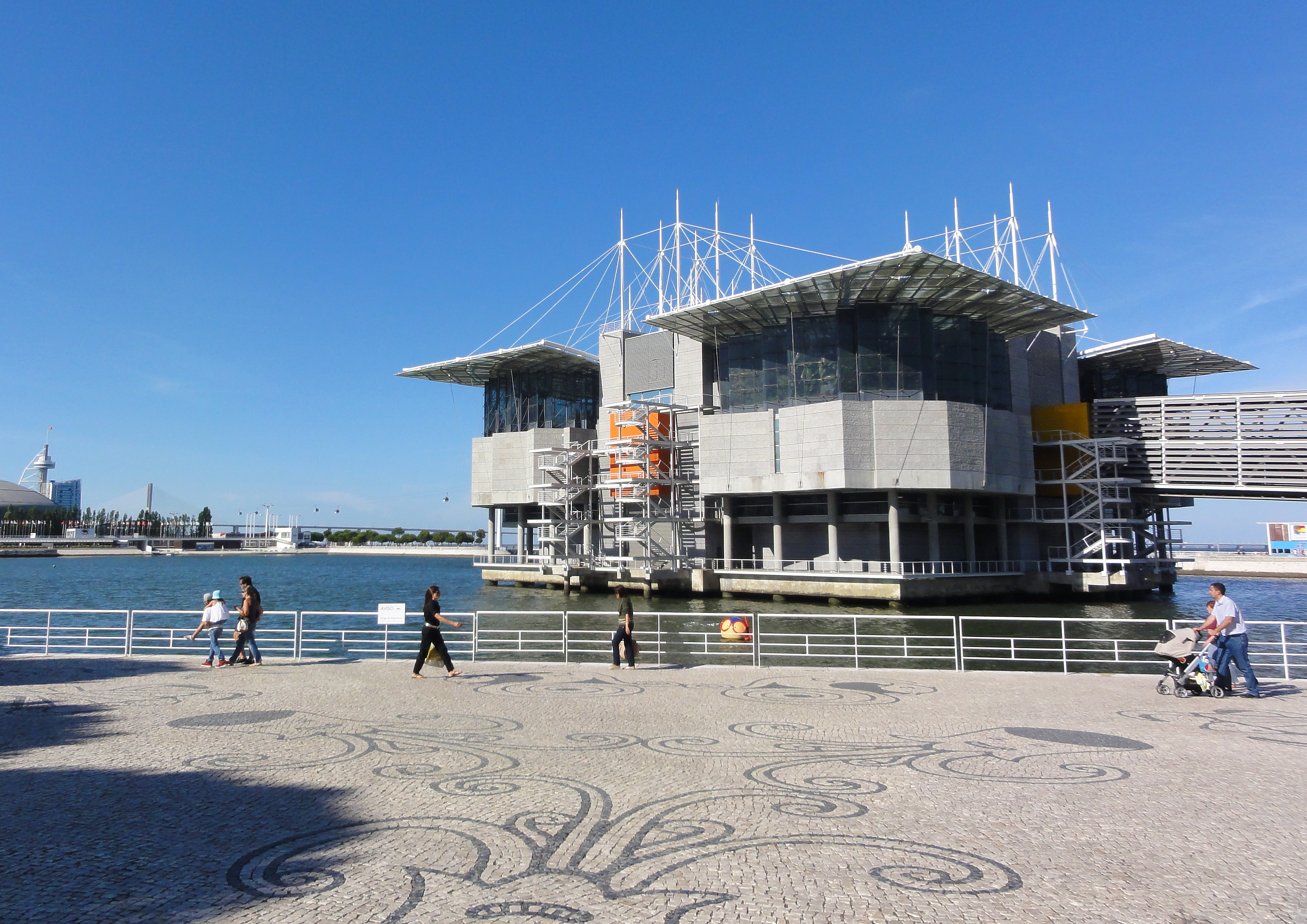
أوشيناريوم لشبونة.

أقامت البرتغال اتفاقات مع العديد من المنظمات العلمية الأوروبية رامية إلى العضوية الكاملة. تشمل هذه وكالة الفضاء الأوروبية (إيسا) والمختبر الأوروبي لفيزياء الجسيمات (سيرن) وايتر والمرصد الأوروبي الجنوبي (إيسو). دخلت البرتغال في اتفاقات تعاون مع معهد ماساتشوستس للتكنولوجيا (الولايات المتحدة) وغيرها من المؤسسات في أمريكا الشمالية لمواصلة تطوير وزيادة فعالية التعليم العالي والبحث العلمي البرتغالي.
تمتلك البرتغال أكبر حوض أسماك في أوروبا وهو أوشيناريوم لشبونة، كما يمتلك البرتغاليون العديد من المنظمات البارزة وغيرها من المعارض التي تركز على العلوم ذات الصلة مثل وكالة الدولة سيينسيا فيفا وهو برنامج وزارة العلوم والتكنولوجيا البرتغالية لتعزيز الثقافة العلمية والتقنية بين البرتغاليين،  ومتحف العلوم في جامعة كويمبرا والمتحف الوطني للتاريخ الطبيعي في جامعة لشبونة.
أدى ظهور ونمو العديد من المجمعات العلمية في جميع أنحاء العالم إلى خلق الآلاف من المؤسسات التجارية والعلمية والتكنولوجية المستندة إلى المعرفة، وبدأت البرتغال  في تطوير العديد من المجمعات العلمية في جميع أنحاء البلاد. تشمل هذه تاغوس بارك (في اويراس) وآي بارك كويمبرا (في كويمبرا) وبيوكانت (في كانتانييدي) وماديرا تكنوبولو  (في فونشال) وسينيس تكنوبولو (في سينيس)  وتيكمايا (في مايا)  وباركوربيس (في كوفيليا). تتخذ الشركات مواقع لها في واحة العلوم البرتغالية للاستفادة من مجموعة متنوعة من الخدمات تتراوح بين تقديم المشورة المالية والقانونية إلى الدعم التسويقي والتقني.
ايجاس مونيز وهو طبيب برتغالي طور التصوير الوعائي الدماغي وبضع مقدمة الفص الجبهي وتلقى في عام 1949 جائزة نوبل في علم وظائف الأعضاء أو الطب حيث أصبح أول برتغالي ينال الجائزة وهو الوحيد في مجال العلوم.

## الرياضة

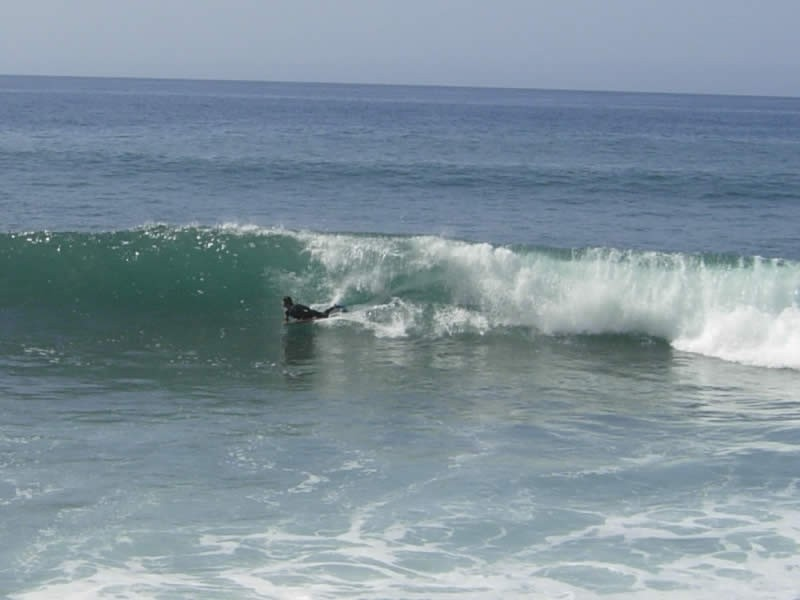
بطولة العالم لركوب الأمواج في ماديرا.

رغم كون كرة القدم الأكثر شهرة في البلاد تنافس العديد من الأندية الرياضية في رياضات أخرى مثل كرة السلة وكرة القدم الخماسية وكرة اليد والكرة الطائرة.
تمتلك البرتغال فريق هوكي ناجح حصد 15 لقباً عالمياً و20 لقباً أوروبياً مما جعلها أكثر البلاد فوزاً في كلا المسابقتين. أنجح الأندية البرتغالية في الهوكي هو نادي بورتو وبنفيكا وأوكي دي بارسيلوس. أحرز منتخب اتحاد الرجبي الوطني تأهلاً درامياً في تصفيات كأس العالم للركبي 2007 وأصبح أول فريق هواة كامل يتأهل لنهائيات كأس العالم منذ فجر عصر الاحتراف. أبدى الفريق الوطني البرتغالي السيفنز للركبي أداء جيداً ليصبح واحداً من أقوى الفرق في أوروبا وأثبتوا وجودهم كأبطال لأوروبا في عدة مناسبات.
في ألعاب القوى فاز البرتغاليون بعدد من ميداليات الذهب والفضة والبرونز في أوروبا والعالم ودورة الألعاب الأولمبية. ركوب الدراجات ذو شعبية أيضاً حيث فولتا آ بورتوغال السباق الأكثر أهمية وهو أيضا حدث رياضي شعبي ويشمل فرق الدراجات المحترفين مثل بنفيكا وبوافيستا وتافيرا ومايا. كما أحرزت البلاد عروضاً بارزة في الألعاب الرياضية مثل المبارزة والجودو والتجديف والإبحار وركوب الأمواج والرماية والثلاثي وركوب الرياح كما تملك العديد من الألقاب الأوروبية والعالمية. حصلت البرتغال أيضاً على العديد من الميداليات في دورات ألعاب ذوي الاحتياجات الخاصة مثل السباحة والبولينغ المصارعة.
في رياضات السيارات تعرف البرتغال عالمياً برالي البرتغال وسباقي استوريل وألغارف، بينما يشتهر تياغو مونتيرو كسائق سباقات برتغالي ناجح، بعد أن شارك في سلسلة البطل العالمي للسيارات في الولايات المتحدة والفورمولا ون بين عامي 2005 و2006 وآخرها بطولة العالم لسيارات السياحة.
تمتلك شمال البرتغال فنون دفاع عن النفس خاصة بها مثل جوغو دو باو حيث يستخدم المقاتلون عصياً أو قضباناً لمواجهة واحد أو عدة منافسين.
في رياضة الفروسية فازت البرتغال فقط ببطولة العالم للباتو في 2006 وحققت المركز الثالث في أول كأس العالم لكرة الخيل (نظمت في بونتي دي ليما في البرتغال في عام 2008) كما حققت عدة انتصارات في بطولة كأس العامل الأوروبية الفروسية.

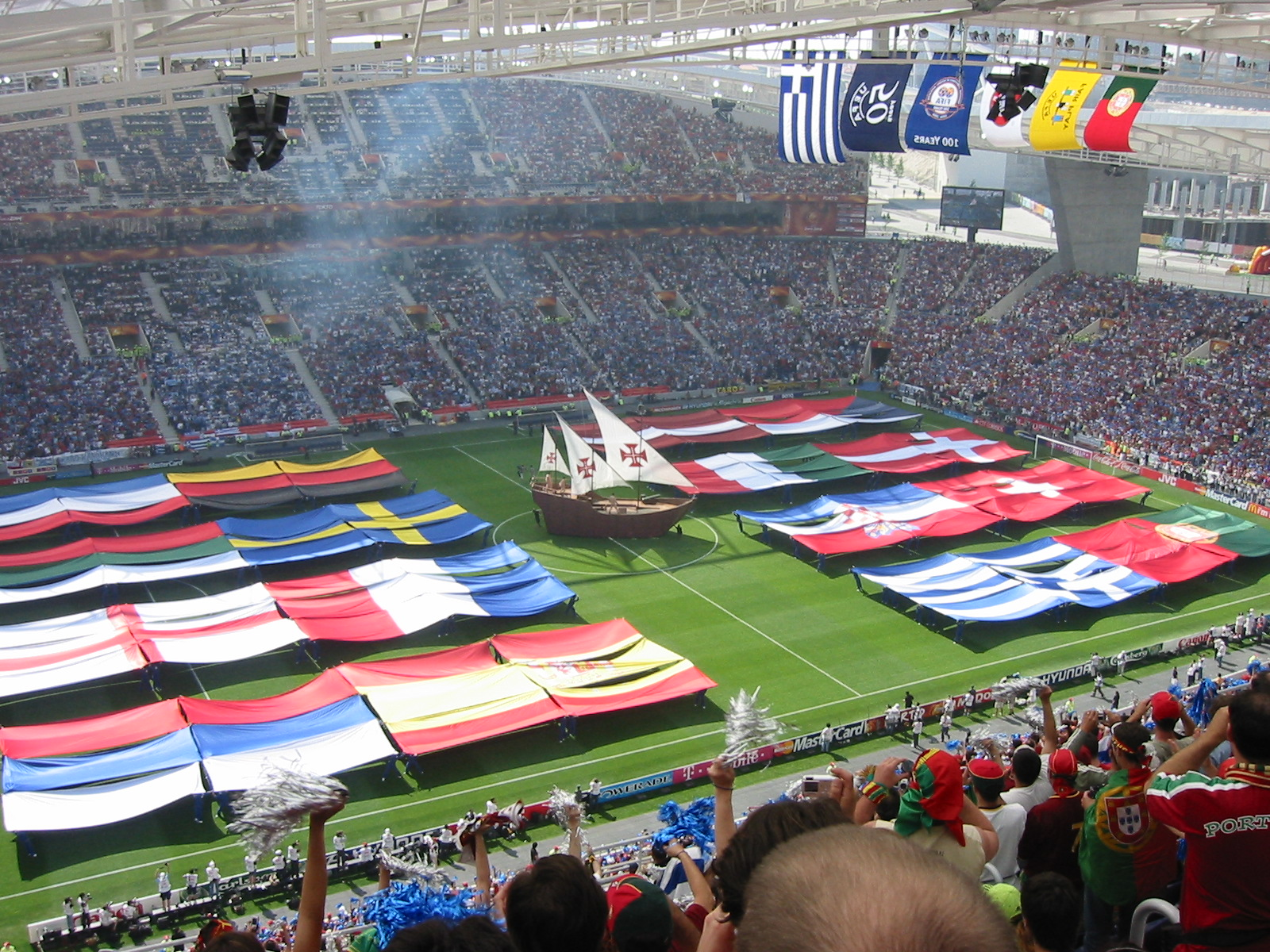
الحفل الافتتاحي ليورو 2004 في استاديو دراغاو في بورتو.

### كرة القدم
كرة القدم هي الرياضة الأكثر شعبية ويعتبر الدوري البرتغالي لكرة القدم واحداً من أفضل الدوريات في العالم. أندية بنفيكا وبورتو وسبورتينغ لشبونة هي أكبر الأندية الرياضية من حيث عدد الجوائز التي فازوا بها. حصدت تلك الأندية 12 لقباً في المسابقات الأوروبية. وفاز بجائزة أفضل لاعب كرة قدم في العالم لاعبان هما لويس فيجو وكرستيانو رونالدو. كما يشتهر من بين المدربين خوسيه مورينيو وكارلوس كيروش ومانويل خوزيه.
حصد المنتخب البرتغالي المركز الثالث في كأس العالم 1966، تأهل المنتخب البرتغالي لنهائيات كأس العالم 2002 ولكنه خرج من الدور الأول بفوز واحد فقط، بينما وصل المنتخب لنهائي أمم أوروبا 2004 ولكنه خسر من اليونان بهدف نظيف. وفي نهائيات كأس العالم 2006 حصل المنتخب البرتغالي على المركز الرابع بعدما خسر من المنتخب الألماني بنتيجة 1:3. وفي أمم أوروبا 2008 وصل المنتخب البرتغالي للدور ربع النهائي وخسر من ألمانيا 3:2. وتأهل المنتخب البرتغالي عن طريق الملحق المؤهل لنهائيات كأس العالم 2010 ووصل للدور الثاني حيث أنه خسر من المنتخب الأسباني 0:1.

## معرض صور

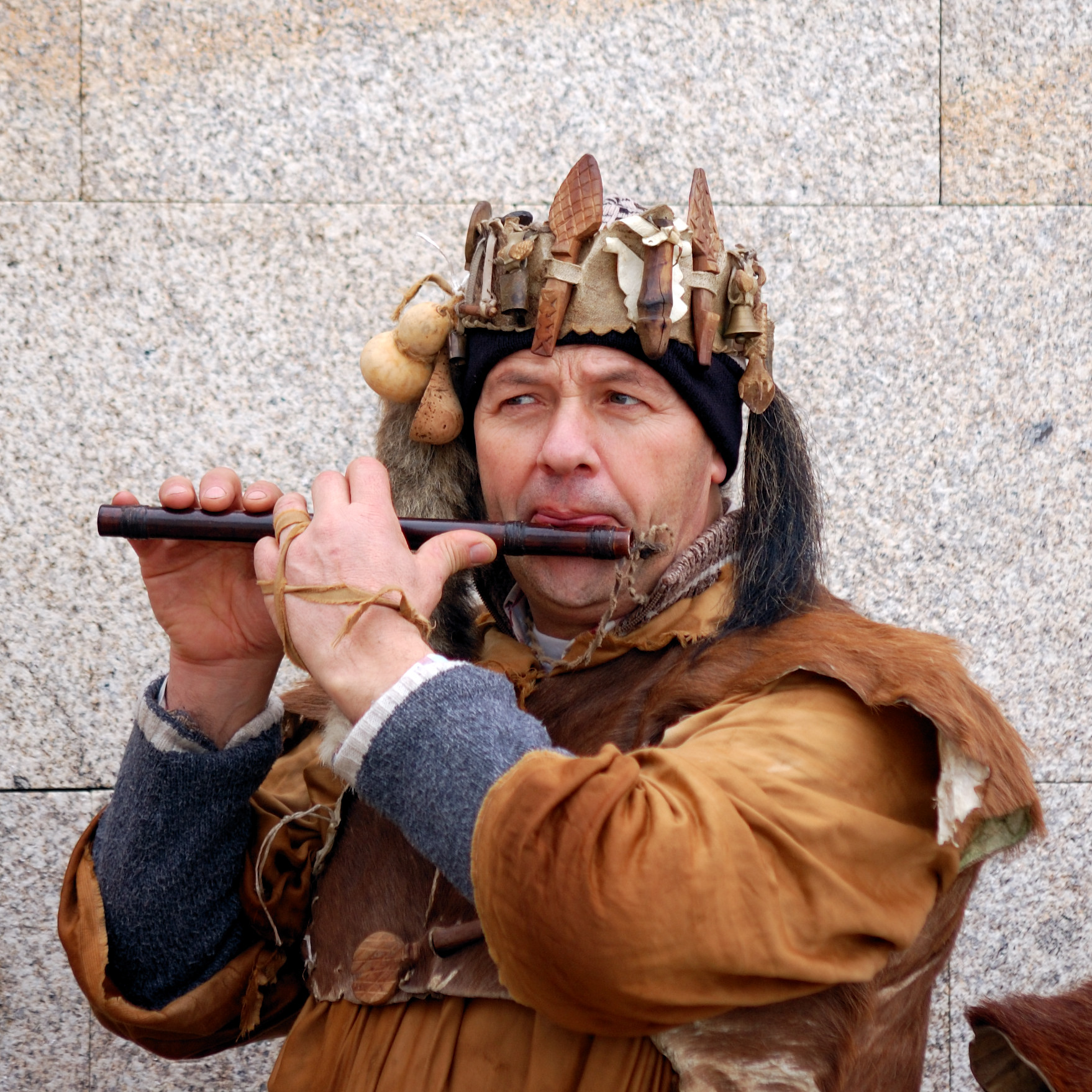
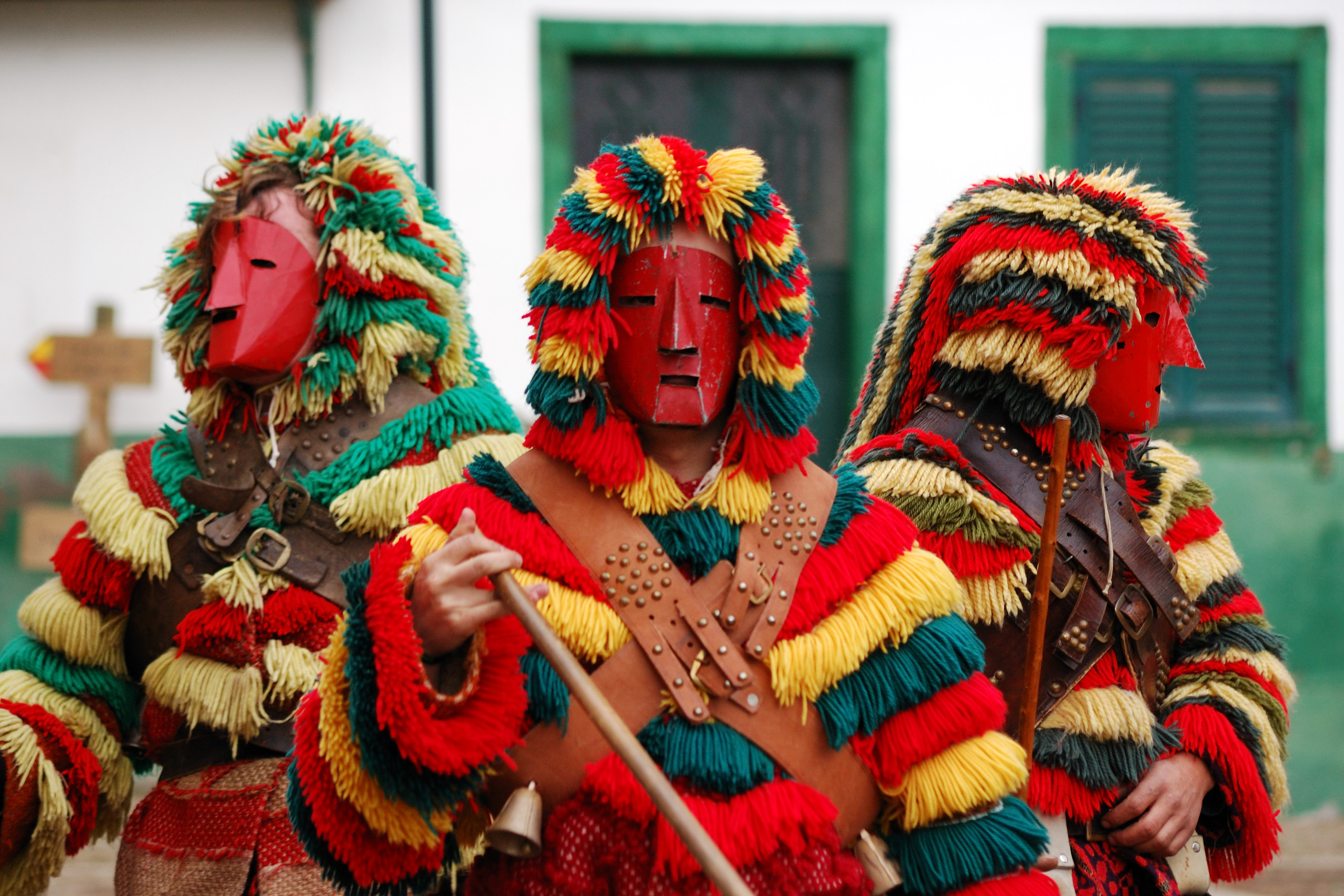
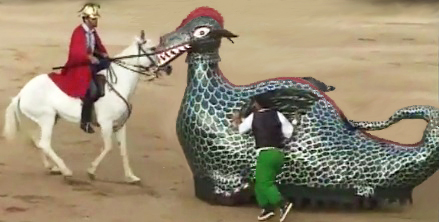
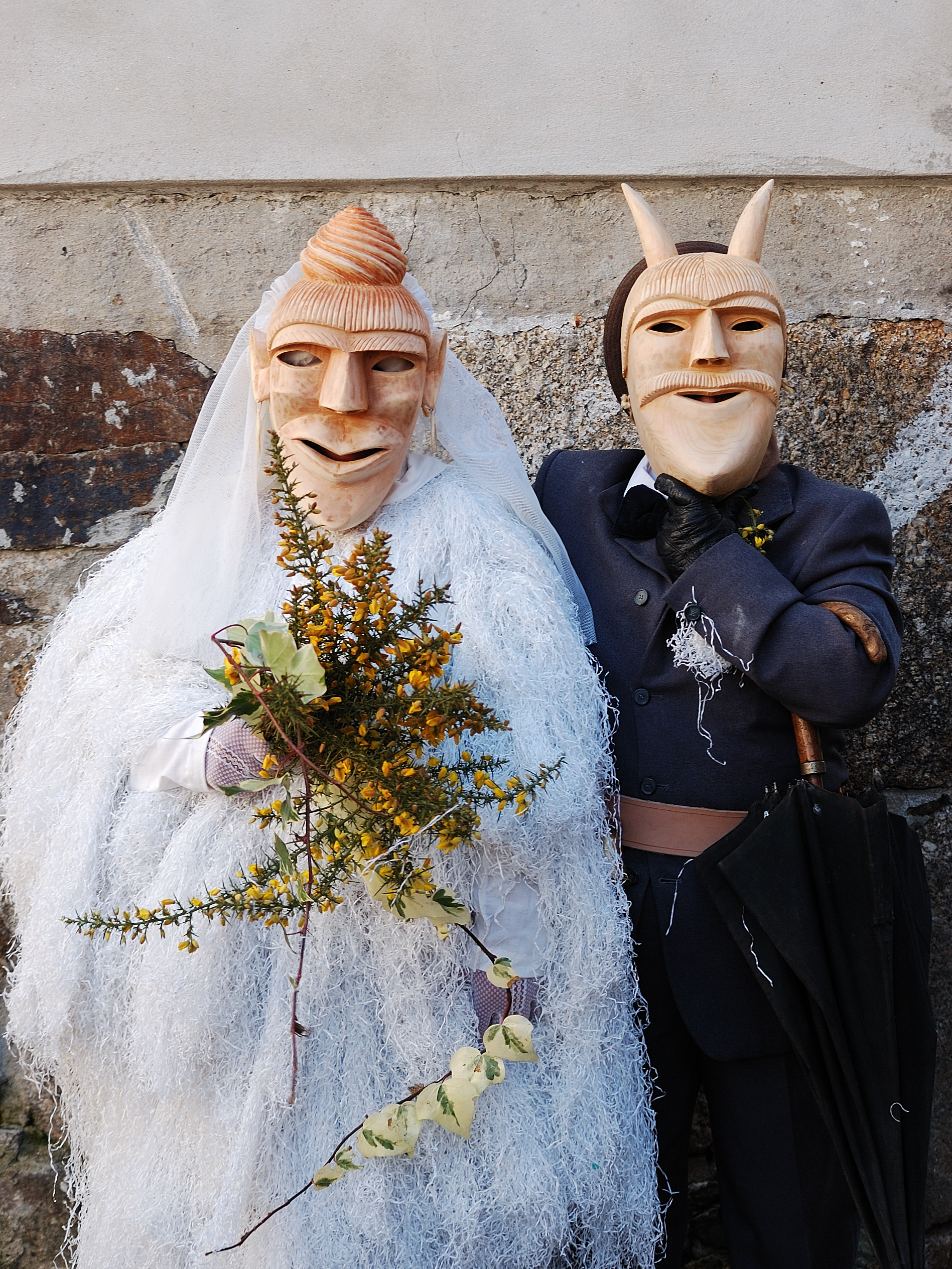
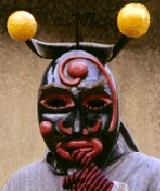
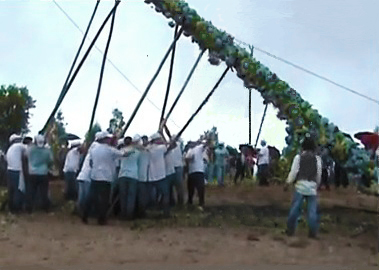

## الأعياد والعطلات الرسمية
| التاريخ                    | الاسم بالعربية            |
| -------------------------- | ------------------------- |
| 1 يناير / كانون الثاني     | يوم رأس السنة             |
| 6 يناير / كانون الثاني     | عيد الغطاس                |
| متبدل                      | أحد الفصح                 |
| 25 نيسان / أبريل           | عيد التحرير               |
| 1 مايو/ أيار               | يوم العمال                |
| 10 يونيو /حزيران           | يوم البرتغال              |
| 15 أغسطس/ آب               | عيد انتقال العذراء        |
| 5 أكتوبر/ تشرين الأول      | عيد الجمهورية             |
| 1 نوفمبر / تشرين الثاني    | جميع القديسين             |
| 1 ديسمبر/ كانون الأول      | يوم إعادة إنشاء الجمهورية |
| 8 ديسمبر / كانون الأول     | الحبل بها بلا دنس         |
| 25-26 ديسمبر / كانون الأول | عيد الميلاد               |